# Front d'Alliberament de Bretanya

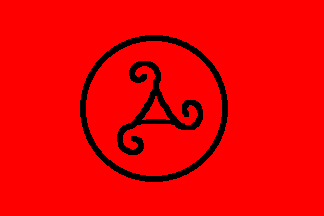
Bandera usada pel FLB

El Front d'Alliberament de Bretanya (bretó Talbenn Diebiñ Breizh) fou un grup armat independentista de Bretanya, fundat el 1966 d'una escissió d'Emzav. Reclamava l'establiment dels furs i drets bretons anteriors l'Acta d'Unió de Bretanya del 1532, i es mostraria partidari de la lluita de classes, del celtisme i de l'europeisme. No es tractarà aquest cop d'una desesperació individualista o de romanticisme revolucionari, sinó d'una presa de consciència de la situació i la necessitat de respondre amb la lluita armada.

## Orígens
Els dirigents eren Yann Fouéré, Yann Puillandre, Yann Goulet el dr. Gouerves i el p. Le Breton. Foren empresonats durant un temps, però reberen suport d'alguns cercles nacionalistes minoritaris d'arreu d'Europa (Escòcia, Flandes i Irlanda). Poc després, el 1968 es fundà la seva secció armada, anomenada Armée Revolutionnaire Breton o Armée Republicaine Breton (ARB), per tal de separar el front polític del front militar, i que entre el 1966 i el 1969 realitzaria un total de 33 atemptats contra "interessos colonials francesos" sense vessament de sang i robatoris d'explosius. Reclutaren el personal de procedència força diversa, i sembla que la unitat interna era més teòrica que real, malgrat l'estil militar de l'organització. La seva doctrina política era confusa, sobretot mercè els esforços del Comité National de la Bretagne Libre, creat a Dublín per Yann Goulet, antic militant del Partit Nacional Bretó, i que servia de bústia dels comunicats de l'organització.

## Primeres accions
El grup s'estrenaria immediatament amb una acció ben sonada com fou la dinamitació del repetidor de televisió a Arré i Pré-en-Pail, que deixaria bona part de la Baixa Bretanya sense recepció de televisió durant una bona temporada, i el 24 de novembre repetirien l'acció dinamitant una oficina de recaptació d'impostos a Sant Brieg i An Lorient. Tots els atemptats eren reivindicats amb un comunicat que acabava així: combattons les abus des fonctionnaires français en Bretagne avec le FLB.
El maig del 1968 va suspendre unilateralment les accions quan París va oferir una solució regionalista per tota França, alhora que afirmaven que el que volia França no era imposar un socialisme estatalista, burocràtic, autoritari i imperialista, sinó substuir el capitalisme privat per un capitalisme estatista igualatari i opressor. Però entre novembre del 1968 i gener del 1969, amb el motiu de la visita a Bretanya del president Charles de Gaulle, el ministre de cultura francés, René Pleven, va iniciar una onada repressiva contra els militants del FLB, qui patiren un fort cop quan arrestaren 60 militants del grup, acussats de posar explosius a Naoned, Kemper i Sant Brieg, i els confiscaren nombrosos explosius i literatura subversiva. Entre els detinguts el 23 de gener del 1969 estaven Jean Guillouzic (62 anys), Lucien Divard (64 anys) antic militar esdevingut llibreter, el seu germà Lionel (58 anys) enginyer industrial, i Jean Bothorel (1940). Foren acussats de les explosions a Provins, Louveciennes i Auverneaux.
Poc després de les detencions, els militants supervivents Gwenc'hlan Le Scouezec, Xavier Grall i Yann Choucq, amb suport d'alguns militants de l'UDB, fundarien l'associació Skoazell Breizh (Socors Bretó, SV) amb la idea d'ajudar les famílies dels presos bretons, moralment i financera, així com als inculpats, i per tal de coordinar les accions a favor dels presos, com alguns festivals de música bretona (on hi participaven gent com Glenmor, Alan Stivell i altres), alhora que 300 capellans bretons es manifestaren demanant-ne la llibertat. Foren amnistiats el juny del 1969, però poc després es fundà un Comité Revolutionnaire Breton, dirigit per M. Gifflot i Gw. Le Scouezec per tal de refundar i rellançar el grup.

## Reorganització
El 1971 el grup es va reorganitzar i sota noves premisses posaren bombes a Dinan, l'u d'abril del 1971 a les oficines duaneres de Sant-Maloù, i el 1972 a Roazhon; alhora, intentaren radicalitzar la ideologia del FLB fent-lo més socialista que nacionalista. Però patí un nou cop molt dur l'abril del 1972 quan en foren arrestats 11 activistes. Aleshores es formaren Comités de Soutien aux détenus du FLB durant l'estiu del 1972 amb voluntat de fer avençar el moviment bretó sobre quatre eixos: Lligar el moviment bretó a la lluita de masses, respondre cop per cop als atacs i a l'arbitrarietat repressiva del poder., desenvolupar les forces anticapitalistes i anticentralistes de Bretanya i desenvolupar la unitat popular sota la direcció d'obrers i pagesos conscients i més decidits en la lluita.

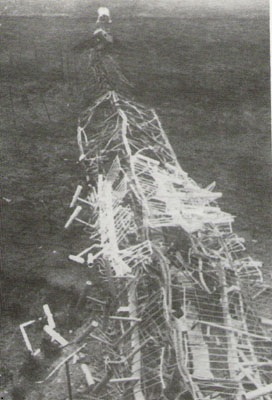
Repetidor de televisió de Roc'h Tredudon enderrocat per l'acció del FLB

Amb aquestes premisses van aconseguir un cert nombre de militants pel moviment bretonista d'esquerres. Apareixeria així el 1973 el Front de Liberation de Bretagne pour la Liberation Nationale et le Socialisme, però aviat serà declarat il·legal malgrat declarar-se partidari de fer només lluita política. Els seus dirigents foren arrestats el mateix 1973, i per això va desaparèixer el 1975. Per altra banda, el FLB el 14 de febrer del 1974 destruí amb dinamita el repetidor de televisió de Roc'h Tredudon, deixant un altre cop sense televisió tota la Baixa Bretanya durant un mes, la qual cosa provocaria una nova persecució indiscriminada contra el moviment bretonista. Endemés, el presentador del setmanari en bretó a televisió Charles Le Gall, fou censurat per les autoritats quan anuncià la creació d'una xarxa de suport a les famílies dels presos del FLB.

## FLB-ARB
El 1975 el FLB uniria les seves sigles a les de l'Exèrcit d'Alliberament de Bretanya (ARB), i continuaren atacant tant la policia com les empreses estrangeres. La nit del 29 al 30 de setembre de 1976 el militant Yann-Kel Kernaleguen va morir per l'explosió de la seva bomba mentre es preparava per cometre un atac contra el lloc militar de Ti-Voujeret (Finistère, Bretanya), El 1976, Didier Patte va ser detingut per ordre d'un jutge de Rennes, pel que fa al trànsit d'armes pel port de Le Havre. La policia estava convençuda que el moviment normand servia de base de subministrament per a l'organització clandestina bretona.
El 1978, amb l'atemptat al Palau de Versalles i la intensificació de les campanyes de l'organització bretona es va endurir el to de la Justícia. Els atacs i els judicis es van succeir fins al 1981.

## Amnistia
Els 19 activistes encara empresonats el 1981 van ser amnistiats pel president François Mitterrand i la majoria dels lliberts van decidir aleshores fer de guardaboscos i alguns d'ells fins i tot es va unir a la Unió Democràtica Bretona (UDB), un moviment autonomista bretó que condemna la violència i participa en les eleccions. La violència va passar a ser esporàdica i es va aturar completament entre 1990 i 1992 a petició d'Euskadi Ta Askatasuna (ETA) per la presència de nombrosos refugiats bascos a Bretanya.

## Represa de l'activitat

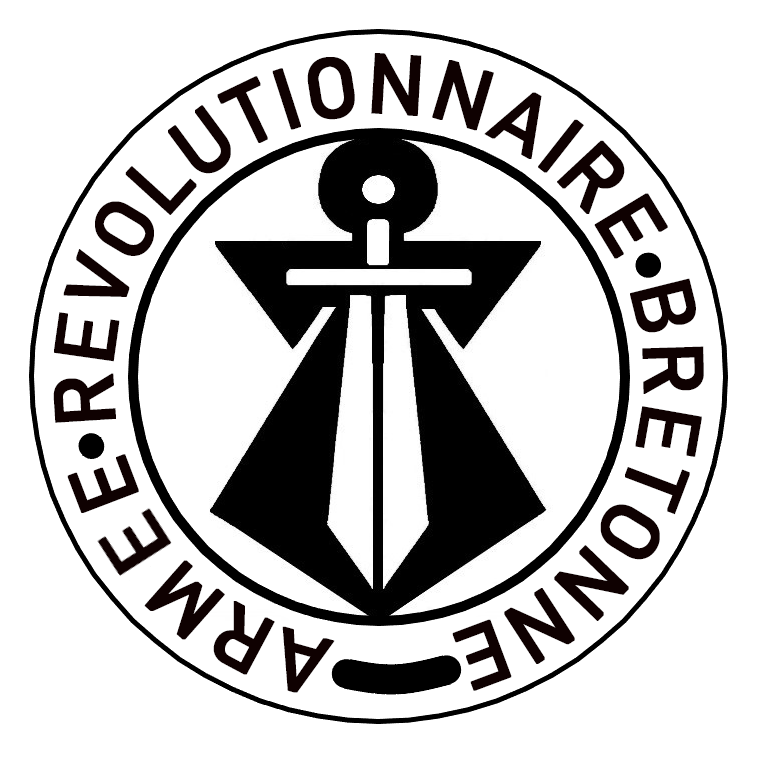
Logo de l'ARB

A partir de 1992 desenes de persones foren detingudes acusades d'haver acollit militants bascos en la clandestinitat, radicalitzant part dels joves activistes bretons, que van reprendre la violència política de FLB-ARB en 1993 sota el lideratge d'una nova generació d'activistes supervisats pels antics militants de la dècada de 1970, realitzant una quarantena d'accions fins a l'any 2000 inclòs l'atac a la Ciutat de la Justícia de Rennes el 1996.
L'octubre de 1999, un comando de militants bretons i bascos va robar vuit tones d'explosius a Plévin, al centre de la Bretanya, i arran d'aquest afer, Denis Riou, suposat cap de l'organització, va ser empresonat i acusat d'haver organitzat l'allotjament dels militants bascos. Durant el seu empresonament, els atacs van augmentar, inclòs el del McDonald's de Quévert el 19 d'abril de 2000, en què va morir una jove, provocant una forta reacció a la Bretanya i la tardor del 2000 va retornar explosius a les autoritats.
El març de 2022, poc després que el govern francès obrís la possibilitat d'una autonomia corsa després de les manifestacions en protesta per l'assassinat d'Yvan Colonna, el FLB-ARB va enviar un comunicat de premsa a Ouest-France exigint un referèndum sobre la reunificació del Loira Atlàntic i la Bretanya, i un altre sobre l'autonomia o la independència d'una Bretanya reunificada. L'FLB-ARB va amenaçar amb reprendre la lluita armada si aquests referèndums no es duien a terme abans del 31 de desembre de 2022.